# Folkert Bulder

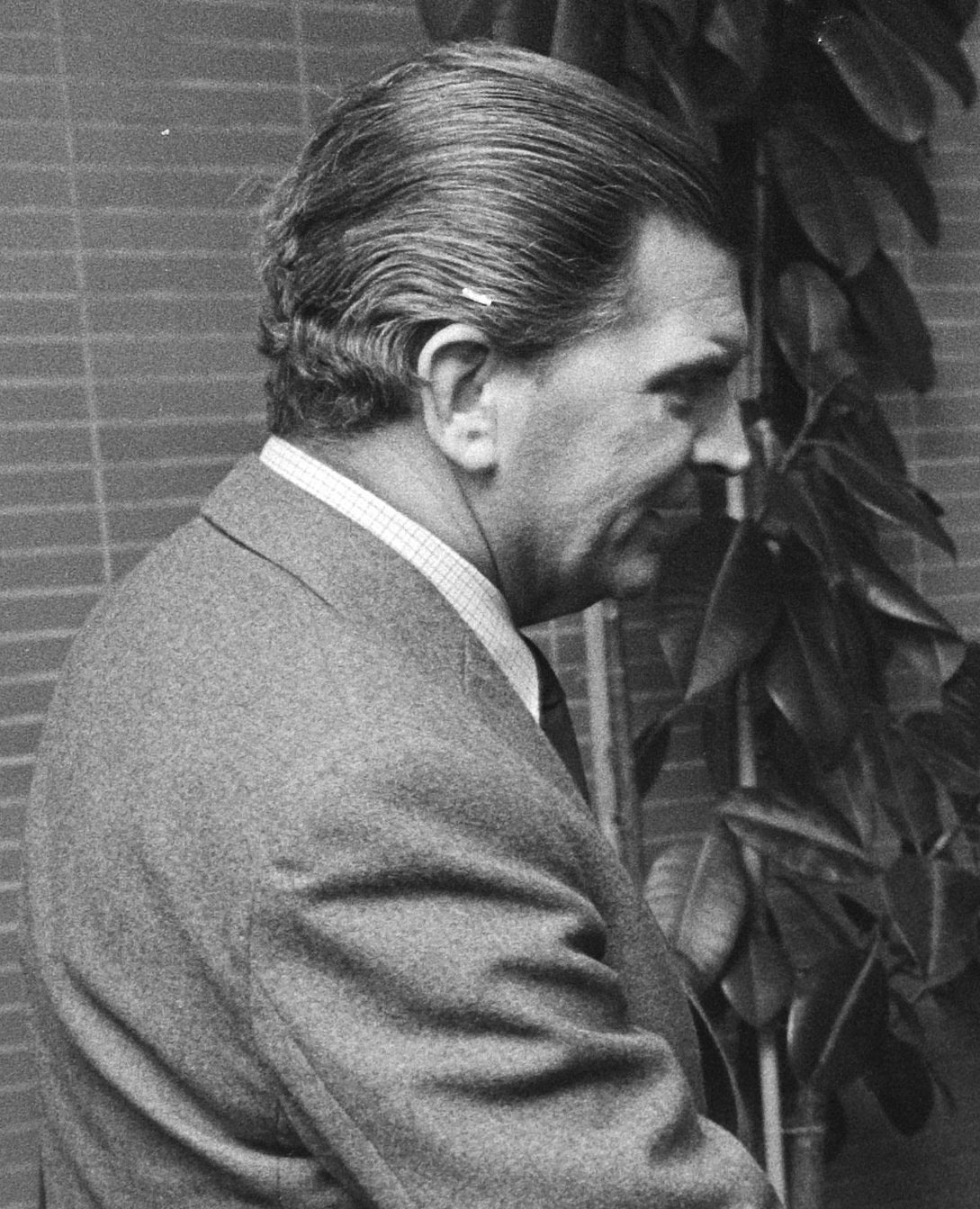
Burgemeester F.A. Bulder (1977)

Folkert Albert Bulder (Zwolle, 28 januari 1927 – Domburg, 28 januari 2014) was een Nederlands politicus van de VVD.
Zijn vader, oud voetbalinternational Jaap Bulder, was directeur van het gemeentelijk administratiekantoor in Zwolle. Nadat hij in 1948 examen had gedaan bij de rijks hbs, ging Bulder in Amsterdam werken bij de Twentsche Bank (tegenwoordig ABN AMRO). In 1953 maakte hij de overstap naar Ford Nederland, waar hij het na een opleiding bracht tot public relations manager. In april 1959 werd Bulder hoofd van de afdeling representatie van de gemeente Amsterdam. Als zodanig was hij onder andere intensief betrokken bij de zilveren bruiloft van koningin Juliana en prins Bernhard in april 1962 en het galaconcert dat de gemeente Amsterdam aanbood bij het huwelijk van prinses Margriet. In februari 1967 werd Bulder benoemd tot de burgemeester van Westkapelle. In maart 1972 volgde zijn benoeming tot burgemeester van Krimpen aan den IJssel als opvolger van Lepelaars die in 1971 met pensioen was gegaan. Bulder bleef tot oktober 1988, toen hij vervroegd met pensioen ging. Naar hem werd toen in die plaats de 'Burgemeester Bulderboulevard' vernoemd. 
Bulder keerde terug naar Zeeland, waar hij op zijn 87e verjaardag overleed.
- International Standard Name Identifier: 0000 0004 5286 1806
- Nederlandse Thesaurus van Auteursnamen: 395406935
- Virtual International Authority File: 317290984
- WorldCat: E39PBJvRRW6kbyDq8TxJ44xFKd